# 北好莱坞抢劫案
北好莱坞抢劫案（North Hollywood shootout），是发生在两名全副武装并穿着防弹衣的银行劫匪小拉里·尤金·菲利普斯和埃米尔·德克巴尔·马塔萨利努与洛杉矶市警察局巡警及特警队之间的枪战。这场枪战发生在1997年2月28日。
这场枪战最终造成12名警员及2名平民受伤，以及2名劫匪分别因自杀和流血过多而死。虽然枪战中只有2名劫匪死亡，但是这场枪战的总伤亡人数仍然使此次事件成为90年代所有暴力犯罪中最血腥的一个，同时也是20世纪中最严重的银行抢劫案之一。

## 劫匪
两名劫匪为小拉里·尤金·菲利普斯和埃米尔·德克巴尔·马塔萨利努，1989年相识于洛杉矶的黄金健身俱乐部。他们的共同兴趣是力量训练和健美。
拉里·菲利普斯，是一名有2个孩子的已婚房产推销员。
埃米尔·马塔萨利努在母亲经营着的一家精神病院长大。在他很小的时候，曾被一名病人打成重伤。他因此患有癫痫，并在枪战发生前几周作过脑外科手术。
两人在抢劫劳瑞尔山谷大道的美国银行前曾经抢劫过好几个银行，总计获得约160万美元。
1. 1993年7月20日，他们在科罗拉多州的利特尔顿抢劫了一辆防弹运钞车，得手了23000美元。
2. 1995年6月14日，他们再次抢劫洛杉磯运钞车，得手125000美元。
3. 第三次抢劫因为未能成功拦截运钞车未能得手。
4. 第三次抢劫之后几周，菲利普斯和马塔萨利努闯入了一家美国银行，并得手了750000美元现金。
5. 之后，他们回到了第二次抢劫运钞车的银行，得手790000美元。

## 劫案
两名劫匪用了一个月的时间为此次抢劫做了包括准备武器及收集有关情报在内的准备。在1997年2月28日清晨，两人在车子的行李箱里装入了5把步枪及总计装有约3300发子弹的弹匣和弹鼓，其中包括两支56-S（仿制AKM突击步枪）、一支改造的56式自动步枪、一支半自动HK41步枪（HK G3自动步枪的衍生型）、一支改造的XM-15（大毒蛇公司生产的M4卡宾枪）。菲利普斯还携带了一支贝瑞塔92FS INOX手枪。拉里·菲利普斯用几件防弹背心给自己的四肢制作了克維拉防弹。他全身的防弹层总重量达到了近19千克。
上午9点15分，菲利普斯和马塔萨利努抢劫了位于加利福尼亚州洛杉矶市北好莱坞的美国银行分行。当时银行中有10名雇员及32名顾客。菲利普斯和马塔萨利努抢到303305美元。抢劫中有一名顾客的头部被劫匪用AK-47的枪托击伤。一名路过的市民发现了这起劫案，并向洛杉矶警察局15A83号巡逻警车报警。
在银行裡，马塔萨利努逼着银行经理打开金库并向一个手提箱里装大概30万美元的现金，菲利普斯在大厅监视。菲利普斯和马塔萨利努预计能抢劫到75万，但事实上，正是因为他们之前的几次抢劫，银行减少了现金存放的数目以减少损失。
“就这么点？”马塔萨利努向银行经理喊。在得到经理的回答之后，他随即逼着银行经理打开放着很多现金的自动提款机。美国银行的安全委员会在自动提款机上设置了一个长10分钟的延时以防抢劫。但马塔萨利努还是不死心，开始向自动提款机扫射，却使提款机被彻底锁死。
当马塔萨利努大发脾气时，菲利普斯决定看看外面的情况，于是他挪向了银行的正门并向外观察。
这时，警员们也看到了一身黑的菲利普斯。他穿着重型防弹衣，滑雪面罩下戴着太阳镜。之后，警员们请求特警支援。
在银行里菲利普斯和马塔萨利努可能已经猜到一会将发生一场枪战，于是他们把所有的银行雇员和顾客都锁到了不会被枪击中的银行金库裡。

## 交火开始
先期赶到现场的警员们装备有9mm贝瑞塔92FS手枪、.38左轮手枪、雷明顿M870和伊萨卡12吋口径泵動式霰彈槍。
拉里·菲利普斯在太平洋标准时间0938时从银行的北门走出银行，而埃米尔·马塔萨利努在他之后几秒从南门走出。他们同时发现了银行周围的警员。菲利普斯站在银行门口举起了一支罗马尼亚生产的AIM突击步枪向银行背面的警员开火。与一般弹药不同，两名劫匪使用的是钢芯穿甲彈，可以轻易的射穿警员们作为掩体的汽车和防弹衣。但因为钢芯穿甲弹在击中目标时并不变形，杀伤力比警员们使用的空头弹要小。 
在菲利普斯的身后，马塔萨利努拖着一手提箱钱跟在后面。他发现手提箱开始向外冒红烟，因为抢到的钱中混有3个用以防止抢劫的染色包，使他们抢到的钱作废。于是马塔萨利努扔掉了手提箱并开始向银行南侧扫射。
包括迪恩·海恩斯上士在内的几名警员卧倒。海恩斯上士通过警用电台报告：“我中弹了……你们最好发布一个战术警报。”于是，全洛杉矶的警察都开始向犯罪现场聚集。
新警察詹姆斯·兹伯拉万当时正躲在一个正对劫匪的火力的配钥匙的報攤后面。詹姆斯趁菲利普斯换弹匣的时候用霰弹枪向他开了几枪。据兹伯拉万回忆，有9颗霰弹击中了菲利普斯。
菲利普斯转过身，朝着那个報攤打光了他的75发弹鼓。兹伯拉万在俯身躲避时，后背和臀部各中一枪。同样躲避在報攤后的约翰·克鲁拉克脚踝中弹。约翰中弹时，“就好像是谁用木板突然给了我一下。”在菲利普斯和马塔萨利努继续射击时，兹伯拉万和克鲁拉克放弃了那个小亭子，他们不停的移动以躲避菲利普斯的子弹。“菲利普斯一辆一辆车的扫射，我们就从一辆车后面跑到另一辆车后面。”最终他们成功地跑到银行对面的一个牙医诊所，得到了了医生和护士的包扎。
菲利普斯和马塔萨利努继续在银行的前门向任何向他们开枪的人开枪。许多警员因此错过了一些开枪的机会。
“他会记得你的位置，”迪恩·海恩斯中士说，“如果你向他（菲利普斯）开枪，他就会转过身向你扫上50发子弹。他简直就像一只闯入蜂巢的熊，好像根本不在乎我们的子弹似的。”
马塔萨利努并没有像菲利普斯一样穿着那种从头到脚的重型防弹衣。他穿的凯夫拉防弹背心里只插了一块保护板来保护重要器官。枪战开始15分钟以后，马塔萨利努腿部中弹。之后他钻进了逃跑用的白色的雪弗兰名人裡，并从车窗继续向外射击。
与此同时，菲利普斯也在继续射击。他打伤了躲在一棵树后面的马丁·维特菲尔德警官。警察没有足夠的火力和防護力去營救他，以致他在被送到附近医院救治之前流血达半个小时。後來特警趕到現場后用運鈔車去營救，救治後沒有生命危險。
包括警探文斯·班克拉夫特在内的数名警员开始从银行后身一堵水泥墙后向菲利普斯射击。此时菲利普斯已经移动到停着包括马塔萨利努的雪弗兰在内的许多车辆的银行北侧停车场。据班克拉夫特事后说，当班克拉夫特和其他警员向他开枪时，菲利普斯“转过身看着我，就好像是在说‘你他妈的是谁？’”
之后菲利普斯开始向墙后面的警员扫射。扫射过后，菲利普斯看上去很冷静的低头看了看他封在手套上的秒表。这时墙后面的警员们又开始向他射击，于是他捡起AK-47一边走一边继续扫射。
当菲利普斯继续向路口的警车扫射的时候，一发警察打来的霰弹几乎把他的脑袋打飞。不过菲利普斯躲得很及时才没有被这颗大号铅弹击中，之后他趴在一辆白色跑车后面更换弹夹。他开始向银行另一端的警察点射，随后走到银行的后面并且朝墙后的警察开火。
“疑犯从车箱上拿了另一支武器！”

## 一些事实
- 事件中，大约有370名洛杉矶警察局警员被呼叫到现场。
- 除洛杉矶市警察局LAPD外，洛杉矶县警察局LASD和加州公路巡警队CHP的警员也参与了这次枪战。在纪录片中，洛杉矶警察局的警官提到了上述其他部门在这次事件中的作用，以及：洛杉矶机场警察局、博班克警察局和洛杉矶校园警卫队。

## 结果

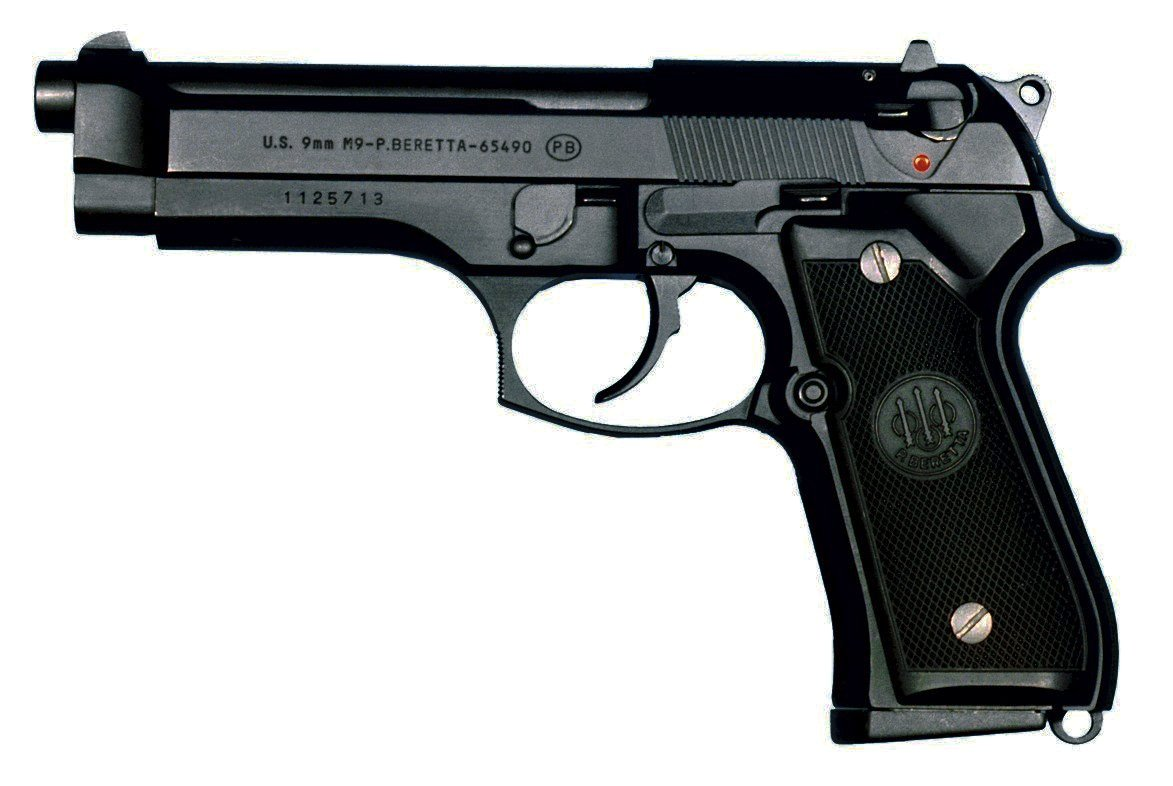
一把贝瑞塔92FS手枪，与菲利普斯和洛杉矶警察使用手枪类似

在交火和警方过程中，菲利普斯在56-S非法改裝成可自动射擊的突擊步枪卡弹后，他只好扔掉步枪，改用随身携带而来的貝瑞塔92FS手槍繼續朝警方射擊。他一邊朝幾名警察作為掩體的两輛汽車走去，一邊和警方對射。在一條灌木篱旁邊，他先是右手中槍，手槍掉到地上，但他仍檢起手槍繼續朝警方射击。此时，戏剧性的一幕发生了：菲利普斯用枪顶住自己的下颚，扣动了扳机，与此同时，一名警员也击中了他的头部，两者同时发生，不能判定他是自杀还是因为被击中而走火。但大部分的警民认为，菲利普是死于自杀。
此时，马塔萨利努驾车继续沿公路逃跑。中途，为了放弃已经遭遇到子弹袭来而千疮百孔的白色轿车，他立刻熄火，然后转而试图抢劫一辆在路中央的白色皮卡。但出乎他意料的是，过程中受伤的司机拿走了车钥匙，不让车子启动，使得马塔萨利努陷入绝境。 而特警队趁此机会拍马赶到，双方趴在地上对射，结果，马塔萨利努中弹弃枪，随后失血过多而亡。
过程中，警方为了和匪徒交火，从商店里征用了半自动的AR-15自动步枪，又征用了附近的裝甲運鈔車去抢救伤员，导致这次事件突出了警察使用的武器及防护与罪犯使用的武器及防护之间的差距。在影像资料上可以看到警察的手枪子弹击中疑犯，但却只造成很小的或根本没有产生影响，这基本是因为疑犯身穿防弹背心，而这些防弹背心有效的拦截了.38和9毫米口径的手枪子弹。 案发之后，洛杉矶警方认为，正是巡警们低配的火力，才会让劫匪有恃无恐的多次抢劫银行和运钞车。其中，警方的手枪子弹无法打穿防弹衣，而歹徒的自动步枪却可以轻松打穿警方隐蔽的车后。即便是特警队，所使用的长枪等高等装备，多数也只是MP5冲锋枪。
鉴于手枪对于防弹背心的穿透性很差，美国警方开始大批量采购了半自动的AR-15自动步枪，去补充警队的火力。很多枪械公司，也是专门推出了警用版的AR-15步枪。虽然这些步枪不能自动射击，但也是给警察提供了对抗装备重型武器及重型防弹衣的罪犯的能力，以震慑具有重火力的罪犯。
LAPD的警官并没有在此类案件中适用的武器以及装备，匪徒使用的是非法改装后的全自动步枪和防弹背心。

## 備註
此事件在台灣有『國家地理頻道』、『Discovery頻道』以歷史回溯的節目播出。

## 电影
- 互联网电影数据库（IMDb）上《44 Minutes: The North Hollywood Shoot-Out》的资料（英文）
- 2005 documentary Shootout! North Hollywood Shootout created by the History Channel describing the event in detail with interviews from the involved police officers.
- North Hollywood Shootout documentary by Music Video Productions (MVP) (mostly interviews).
- In the opening scenes of the action film S.W.A.T..  Weapons, location, events, TV footage, and dialog from LAPD radio communcations of this shootout were all closely mimicked. (A deleted scene in the movie also included police officers running into a gun store to purchase M16 assault rifles citing the ineffective weaponry they had been supplied).
- A video was produced by the POST training association that contained the entire video of the shootout; however this video is not available to the public.
- The Learning Channel produced a two-hour program dubbed "Officer Down".
- World's Wildest Police Videos, Modern Marvels, Investigative Reports, and various other TV shows have done segments about the gunfight.